# David Hadley Lange
Pour les articles homonymes, voir Lange.
David Hadley Lange (né en 1947) est un homme politique provincial canadien de la Saskatchewan. Il représente la circonscription d'Assiniboia-Bengough et ensuite de Bengough-Milestone à titre de député du Nouveau Parti démocratique de 1971 à 1978.